# 東南部アフリカ市場共同体

東南部アフリカ市場共同体加盟国：濃緑が現加盟国、薄緑が旧加盟国

東南部アフリカ市場共同体（とうなんぶアフリカしじょうきょうどうたい、英語：Common Market for Eastern and Southern Africa、略称：COMESA、仏語：Marché commun de l'Afrique orientale et australe、ポルトガル語：Mercado Comum da África Oriental e Austral）は、1994年に東南部アフリカに設立された自由貿易協定である。1981年以来存在していた特恵貿易地域に替わり設立された。
東南部アフリカ諸国を中心に19カ国が加盟しており、西アフリカ諸国経済共同体や中部アフリカ諸国経済共同体などとともにアフリカの重要な経済共同体の一つであり、2008年に東アフリカ共同体、南部アフリカ開発共同体とともにアフリカ自由貿易地域を創設した（アフリカ大陸自由貿易協定とは別物）。

## 概要
ザンビアの首都ルサカに事務局を置く。近年では、加盟国間の経済統合や域内の貿易自由化、税関手続き、輸送行政及び投資環境の整備についてなど、広域的対応を要する課題に取り組んでいる。
COMESAは観光産業の発展加速のため、加盟国間のビザ制度の共通化も検討している。

## 加盟国
| 加盟国       | 加盟国         |
| ------------ | -------------- |
| アフリカの角 | 加盟           |
| ジブチ       | 1981年12月21日 |
| エリトリア   | 1994年         |
| エチオピア   | 1981年12月21日 |
| 北アフリカ   |                |
| エジプト     | 1999年1月6日   |
| リビア       | 2005年6月3日   |
| スーダン     | 1981年12月21日 |
| インド洋     |                |
| コモロ       | 1981年12月21日 |
| マダガスカル | "              |
| モーリシャス | "              |
| セーシェル   | 2001年         |

| アフリカ大湖沼   | 加盟           |
| ブルンジ         | 1981年12月21日 |
| ケニア           | "              |
| マラウイ         | "              |
| ルワンダ         | "              |
| ウガンダ         | "              |
| 南アフリカ       |                |
| エスワティニ     | 1981年12月21日 |
| ザンビア         | "              |
| ジンバブエ       | "              |
| 中央アフリカ     |                |
| コンゴ民主共和国 | 1981年12月21日 |
| 南スーダン       | 2011年10月15日 |

| 旧加盟国 脱退 |              |
| レソト        | 1997年       |
| モザンビーク  | 1997年       |
| タンザニア    | 2000年9月2日 |
| ナミビア      | 2004年5月2日 |
| アンゴラ      | 2007年       |

1. ↑  10th COMESA summit
2. ↑  自主停止:
  - “SADC, COMESA and the EAC: Conflicting regional and trade agendas”.   Institute for Global Dialogue (2008年10月). 2011年5月7日閲覧。
  - “African integration is great but has its hurdles”.   New Vision (2010年5月26日). 2010年6月19日時点のオリジナルよりアーカイブ。2011年5月7日閲覧。

## 沿革
- 1981年、東部アフリカ地域に特恵貿易地域が設定された。
- 1994年、東南部アフリカ市場共同体設立。
- 2000年、加盟国9カ国間で自由貿易協定調印。
- 2004年、ルワンダとジブチが自由貿易協定に参加。
- 2006年、コモロとリビアが自由貿易協定に参加。
- 2008年、COMESAがアフリカ広域自由貿易協定に参加。
- 2009年、セーシェルが自由貿易協定に参加。